# Damián Martínez
Pour les articles homonymes, voir Martínez.
Damián Martínez (né le 2 août 1979) est un coureur cycliste cubain. Il termine 2e de l'UCI America Tour 2005.

## Palmarès
- 2002
  - 1re étape du Tour de Cuba
- 2003
  - 1re et 9e étapes du Tour de Cuba
- 2004
  - 11ea étape du Tour de Cuba (contre-la-montre)
  - 3e du Tour de Cuba
- 2005
  -  Champion de Cuba de cyclisme sur route
  - Tour de Cuba :
    - Classement général
    - 11eb étape (contre-la-montre)

  - 2e de l'UCI America Tour
  -  Médaillé de bronze du championnat panaméricain sur route

## Classements mondiaux
| Année            | 2005 | 2006 | 2007 | 2008 | 2009 | 2010 |
| ---------------- | ---- | ---- | ---- | ---- | ---- | ---- |
| UCI America Tour | 2e   | 289e |      |      |      | 365e |